# Municipio de Oakland (condado de Franklin)
El municipio de Oakland (en inglés: Oakland Township) es un municipio ubicado en el condado de Franklin en el estado estadounidense de Iowa. En el año 2010 tenía una población de 216 habitantes y una densidad poblacional de 2,29 personas por km².

## Geografía
El municipio de Oakland se encuentra ubicado en las coordenadas 42°36′30″N 93°25′49″O / 42.60833, -93.43028. Según la Oficina del Censo de los Estados Unidos, el municipio tiene una superficie total de 94.18 km², de la cual 94,11 km² corresponden a tierra firme y (0,07 %) 0,07 km² es agua.

## Demografía
Según el censo de 2010, había 216 personas residiendo en el municipio de Oakland. La densidad de población era de 2,29 hab./km². De los 216 habitantes, el municipio de Oakland estaba compuesto por el 98,15 % blancos, el 0,46 % eran asiáticos y el 1,39 % eran de una mezcla de razas. Del total de la población el 0,46 % eran hispanos o latinos de cualquier raza.